# Cabot, Arkansas
Cabot är en stad (city) i Lonoke County, i delstaten Arkansas, USA. Enligt United States Census Bureau har staden en folkmängd på 24 120 invånare (2011) och en landarea på 52,1 km².